# 逆立ち

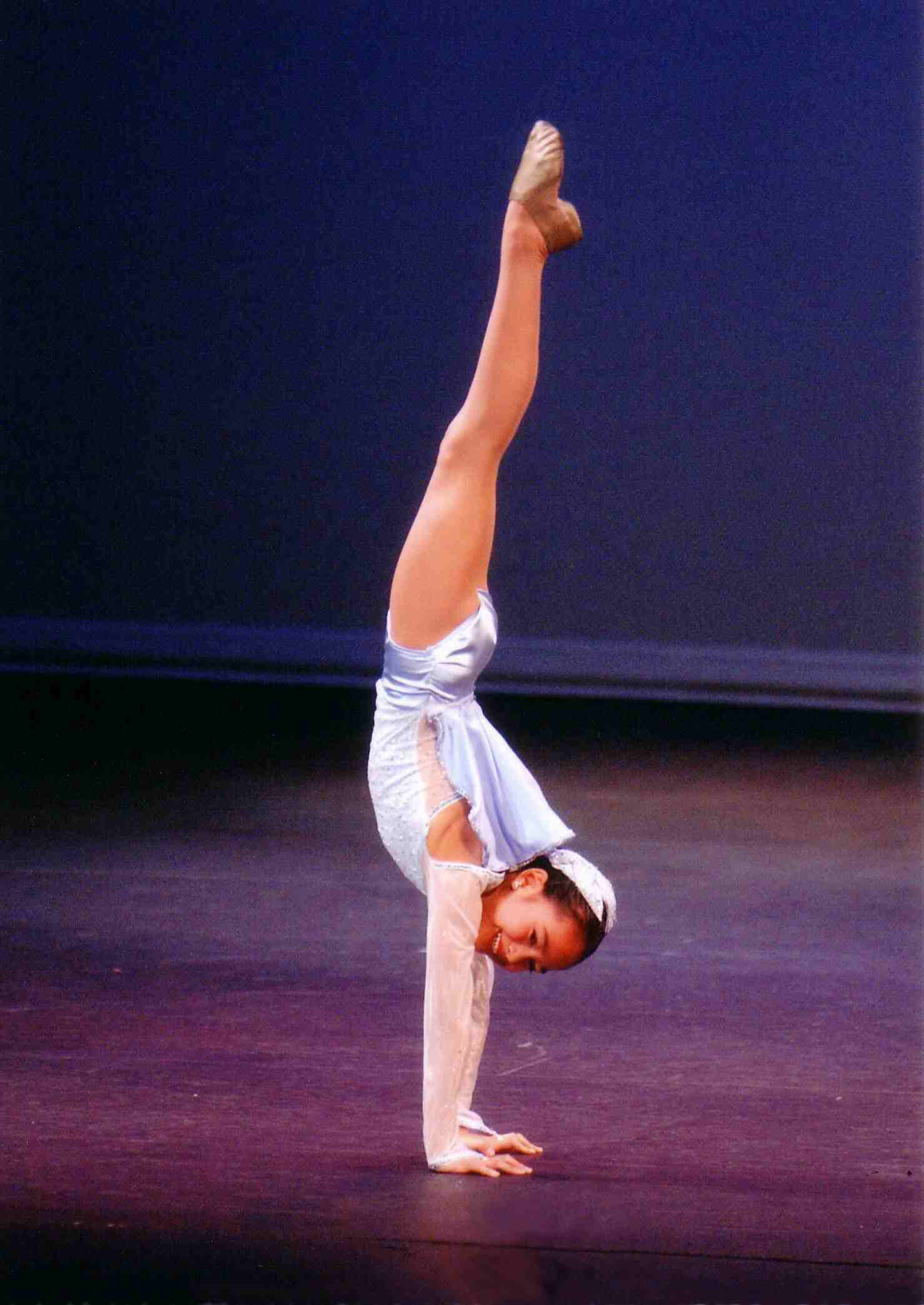
逆立ち

逆立ち（さかだち）または倒立（とうりつ）は手を地面に置き、足を上にして通常の起立状態とは上下反対に立つ行為である。基本的な逆立ちでは、膝をまげずに脚を垂直に伸ばし、手はほぼ肩幅に開き、顔は前に向ける。しかしながら、逆立ちには多くの変化形がある。逆立ちを実行するには上体の筋力を要する。
逆立ちは多くの運動で使われる。逆立ちを使う運動には体操競技やブレイキン、競技フィットネス、サーカス、アクロバット、チアリーディングなどのダンス系競技、カポエイラのような格闘技などがある。ヨガでは、逆立ちは下向きに面している「木の姿勢 ("Adho Mukha Vrksasana")」として知られている。逆立ちの潜水は潜水競技の主要部門の1つである。
体操競技では倒立と呼ばれ色々な逆立ちの変化形が用いられ、逆立ちの姿勢の間に様々な宙返りが現れる。陸上競技で逆立ちを用いる種目はないが、運動会（体育祭）では組体操（2人1組の補助倒立として行われる）や逆立ち走としてよく使われる。特に組体操では、この状態からそのまま肩車へ移行する形をとる学校もある。

## 逆立ちの危険性
過剰に行ったり、個々の体質にもよるが、脳が高い血圧に耐えられない場合がある。脳血管に圧力が掛かり、血管壁が破裂する危険性や、神経が集中している眼底を痛め、最悪の場合失明の危険性がある。
組体操の倒立時、支え役とのタイミングが合わずに顔に踵が痛打、バランスを崩して地面や床に首や背中を強打するなど倒立時での眼球負傷や、上肢障害、醜状障害、歯牙障害、脳脊髄液減少症などの事故や後遺症が発生している。

## 逆立ちをする生物

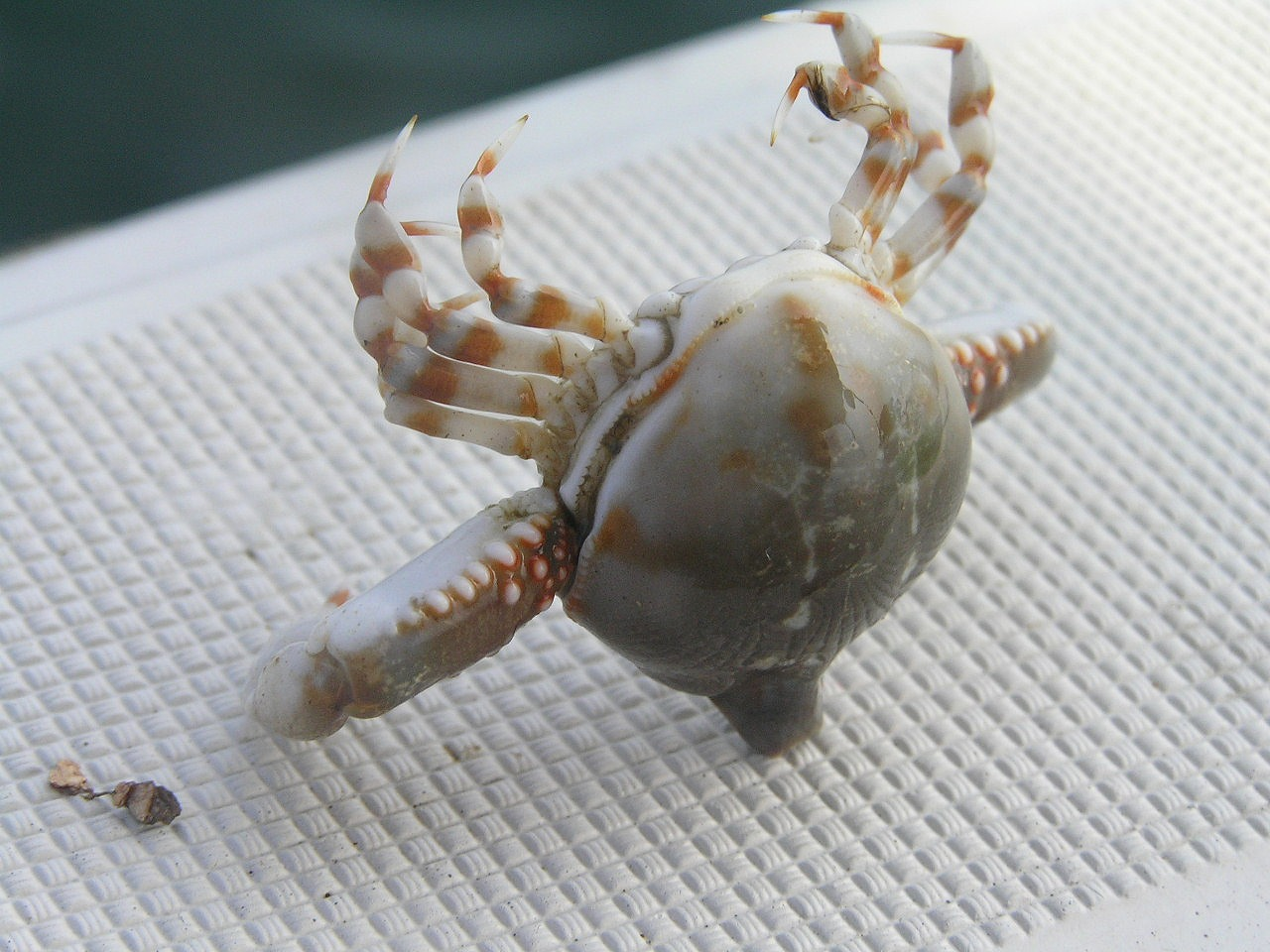
逆立ちをする生物・ツノナガコブシ

逆立ちをするのは人間ばかりではなく、カニの一種であるツノナガコブシは、外敵の危険を感じるとひっくり返ったり、逆立ちをしたりして死んだふりをすることがある。昆虫のフンコロガシは逆立ちの姿勢でフンを転がす。

## 関連項目

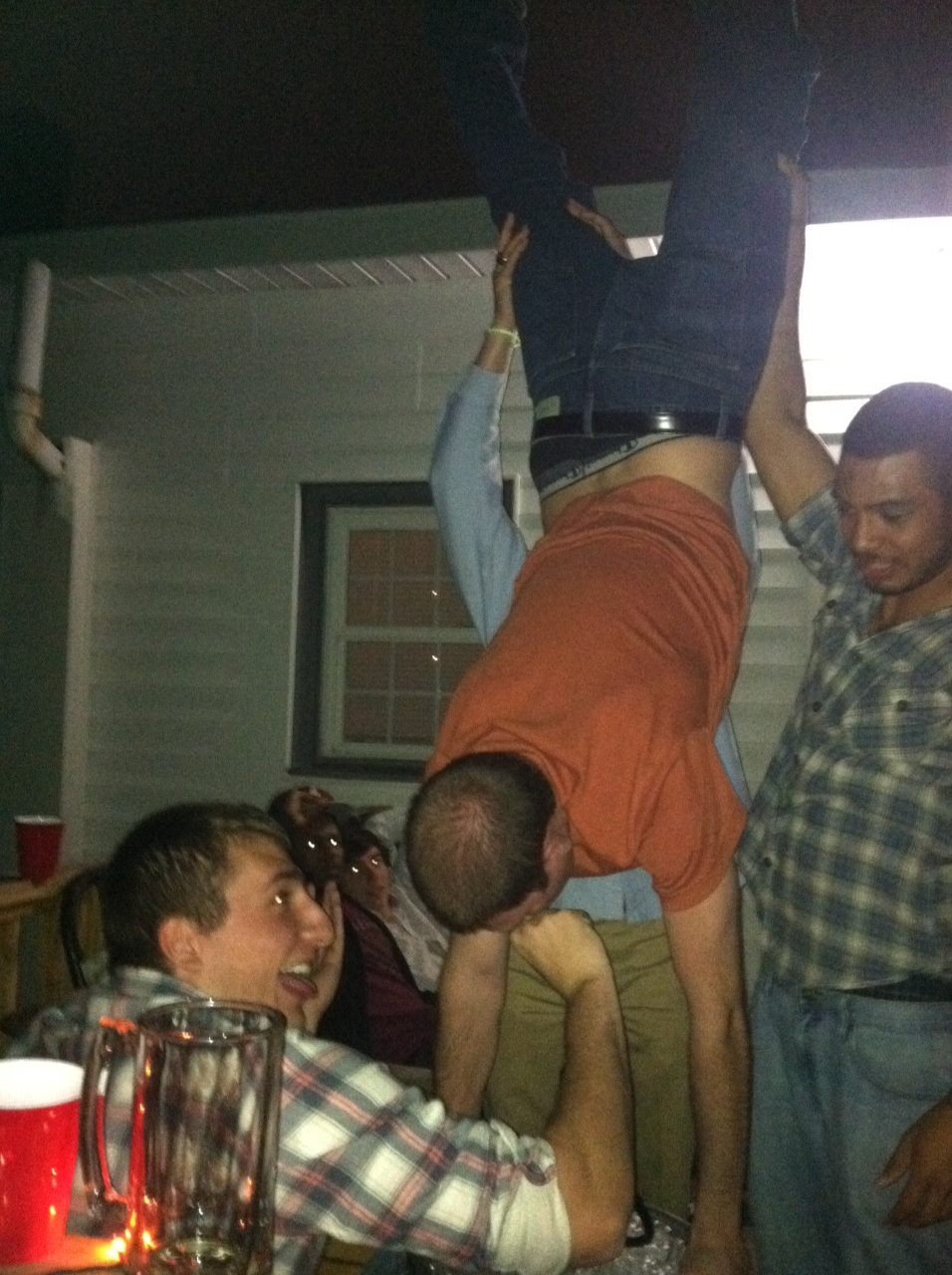
ケグ・スタンド